# Rubel armeński
Rubel armeński (ormiański: ռուբլի, rosyjski: рубль)– niezależna waluta Demokratycznej Republiki Armenii i Armeńskiej Socjalistycznej Republiki Radzieckiej w latach 1919-1923. Zastąpił rubla zakaukaskiego i wyszedł obiegu po tym jak Armenia stała się częścią Zakaukaskiej Federalnej Socjalistycznej Republiki Radzieckiej.

## Historia
Demokratyczna Republika Armenii została proklamowana 28 maja 1918 roku w Tyflisie. Wśród podstawowych zadań, które wymagały rozwiązania przez nowo utworzony rząd niepodległego państwa było stworzenie własnej waluty i zapewnienie obiegu pieniądza w kraju. W sierpniu 1919 wprowdzono tymczasowe banknoty nazywane czekami. Ich projekt przygotował  Gariegin Lewonian, a druk wykonała drukarnia Ministerstwa Spraw Wewnętrznych Republiki Armenii. Miały one być używane przez 3 miesiące, tymczasem musiały służyć przez znacznie dłuższy okres. Drukowano je w dwóch rozmiarach, jedno i dwustronnie w nominałach 5, 10, 25, 50, 100, 250, 500, 1000, 5000 i 10 000 rubli. Na większości umieszczono tekst w języku rosyjskim. Tylko na niektórych małych, jednostronnych jest podany nominał w języku ormiańskim
Rząd Republiki Armenii powołał grupę roboczą, której zadaniem było opracowanie projektów nowych banknotów i przygotowywanie ich do druku. W skład grupy weszli artyści Arszak Fietwadżian i Hakob Kodżojan, finansista Grigor Dżagietian (który później został ministrem finansów Republiki Armenii) oraz inżynier Grigor Agababian.
Do lipca 1919 banknoty zostały przygotowane i zatwierdzone. Za wydruk pierwszych egzemplarzy odpowiadał Arszak Fietwadżian, który tym celu wyjechał do Paryża. Ostatecznie trzy banknoty o nominałach 50, 100 i 250 rubli zamówiono w Wielkiej Brytanii w firmie Waterloo and Sons Ltd. Znalazł się na nich tekst w językach: ormiańskim, francuskim i rosyjskim oraz podpisy ówczesnego premiera Aleksandra Hatisiana i ministra finansów Grigora Dżagietiana. Przy projektowaniu banknotów wykorzystano obrazy i wzory etniczne. Wizerunek Ormianki z kołowrotkiem umieszczony na banknocie o wartości 250 rubli uważany jest za wyjątkowy, a później za symboliczny. Na banknocie 100-rublowym znajdują się wizerunki orła i węża przebitego mieczem i góry Ararat.
Pierwsza partia banknotów o wartości 189 milionów rubli dotarła do Armenii latem 1920 roku. 2 grudnia 1920 roku w Erywaniu podpisano umowę pomiędzy ZSRR a Republiką Armenii, na mocy której ta ostatnia została ogłoszona republiką radziecką. Banknoty rubla armeńskiego zostały uznane za nieważne. Ponownie zostały one na krótko wprowadzone do obiegu na przełomie lutego i marca 1921 roku po wybuchu powstania lutowego. 

## Galeria
Czeki  

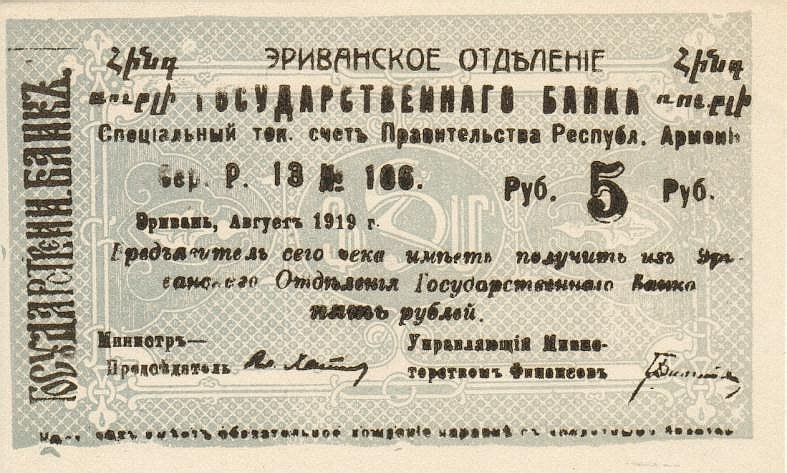
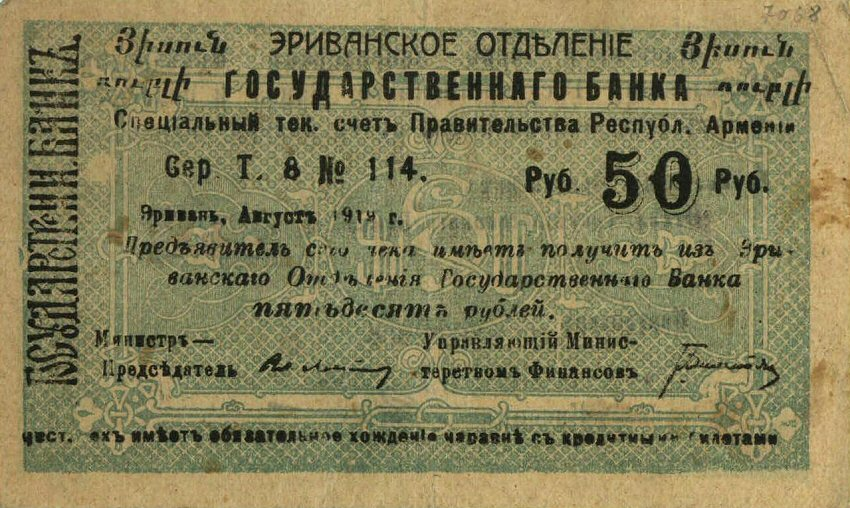
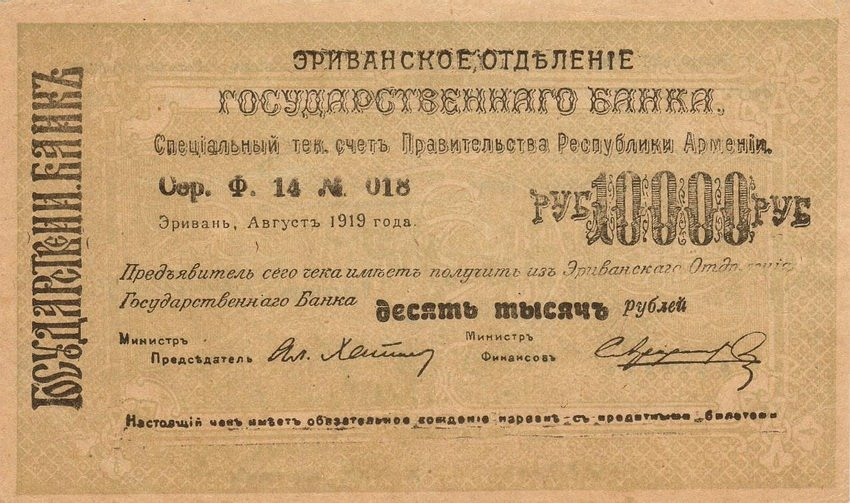
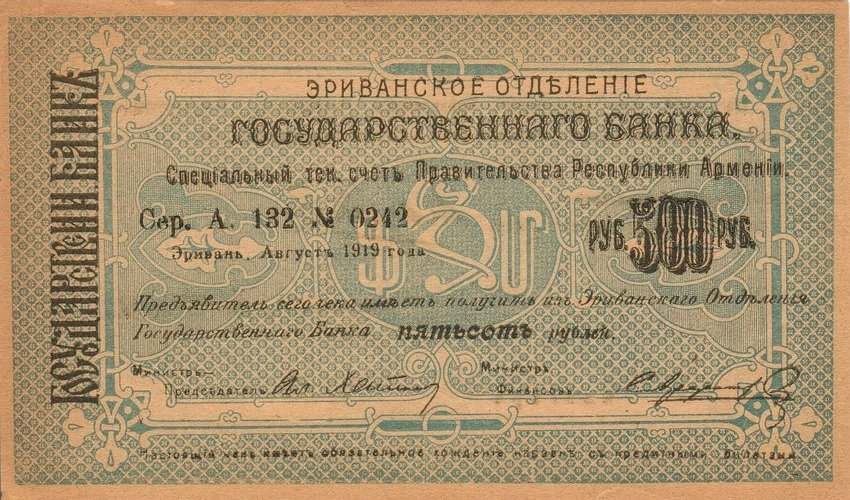
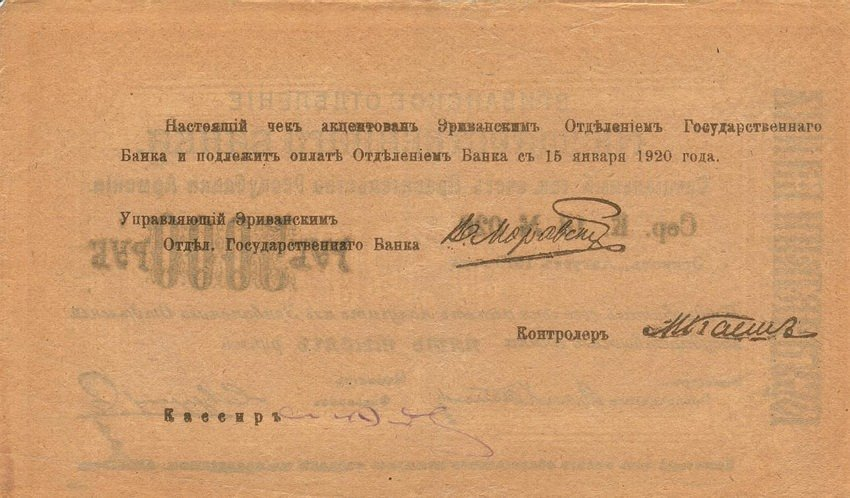

Banknoty drukowane w Wielkiej Brytanii

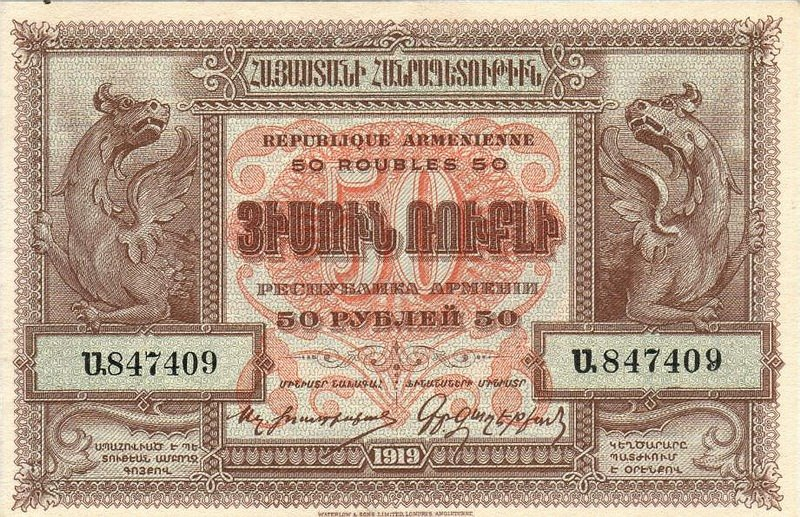
Banknot o nominale 50 rubli
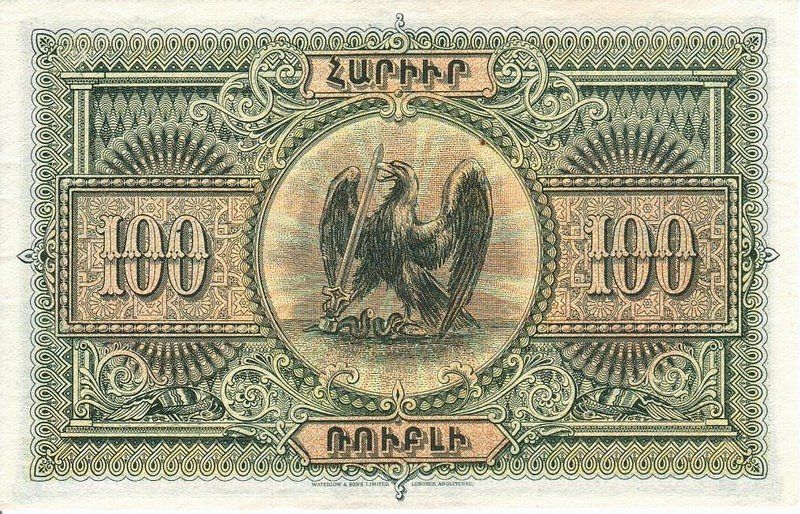
Banknot 100 rublowy
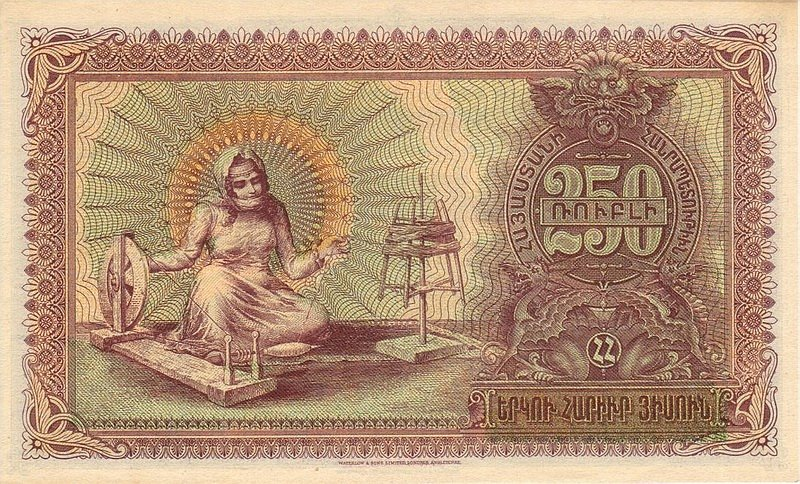
Banknot 250 rublowy